# Pontiac (Illinois)
Pontiac è un comune degli Stati Uniti d'America, situato in Illinois, nella Contea di Livingston, della quale è il capoluogo.